# Bresje (Kosowo)
Bresje (serb. Бресје, Bresje) – wieś w Kosowie, w regionie Prisztina, w gminie Kosowe Pole.
Według danych szacunkowych na rok 2011 liczyła 5 596 mieszkańców.